# Скляр Феофан Федорович
Скляр Феофан Федорович (1905—1979) — український перекладач, літературознавець, поет-сатирик, краєзнавець.
Перекладав з англійської, башкірської, білоруської, грузинської, давньогрецької,  давньонімецької, естонської, єврейської, інгушської, італійської, казахської, комі, корейської, латинської, марійської, монгольської, німецької, осетинської, польської, російської, таджицької, татарської, угорської, удмурдської, узбецької, французької, чеської, шведської мов. 
Кандидат філологічних наук.  у 1963 році  захистив дисертацію на тему: "Поезії О.С.Пушкіна в перекладах українських радянських поетів".

### Переклади з корейської
Корейські прислів'я та приказки (переклад разом з Вікторією Івановою). Київ, Дніпро, 1978.

### Переклади з монгольської
Монгольські прислів'я та приказки (переклад разом з Зоєю Шевердіною). Київ, Дніпро, 1977.

### Переклади з німецької
Себастіан Брант. Корабель дурнів. (Переклад з німецької та коментарі). Київ: Дніпро, 1980. 

### Переклади з французької
П'єр де Ронсар. Лірика. (Переклад з французької та примітки). Київ, Дніпро, 1977.